# Gare de Florence-Santa-Maria-Novella
La gare de Florence-Santa-Maria-Novella (en italien : stazione di Firenze Santa Maria Novella) est la principale gare ferroviaire de Florence, ville d'Italie chef-lieu de la région de Toscane. Principalement dessinée par Giovanni Michelucci, elle est considérée comme un des grands chefs-d'œuvre de l'architecture italienne des années 1930. Elle est située dans le quartier éponyme de Santa Maria Novella, face à l'église du même nom, en bordure nord-ouest du centre historique de Florence.

## Situation ferroviaire
Santa Maria Novella tient une position centrale sur l'épine dorsale du réseau ferroviaire italien, qui s'étend de Turin à Naples via Milan, Bologne et Rome. Son trafic voyageurs s'élève à 59 millions de passagers par an, ce qui la met en 4e position en Italie derrière Roma Termini, Milano Centrale et Torino Porta Nuova. Elle compte 19 voies en service. Chaque jour en moyenne, plus de 400 trains de voyageurs y marquent l'arrêt.
Contrairement à la gare de Bologne, Santa-Maria-Novella est une gare cul-de-sac, servie par un faisceau de voies qui pénètrent profondément à l'intérieur de la ville. Cette disposition, si elle contribue à allonger le temps de parcours des trains grandes lignes qui y font escale, est très appréciée des innombrables touristes qui peuvent ainsi visiter le centre ancien de Florence à peine sont-ils sortis de la gare.

## Histoire
La première gare édifiée à Florence est la Stazione Leopolda (ainsi nommée en l'honneur du grand-duc régnant Léopold II de Toscane), bâtie près de la Porta al Prato pour accueillir une ligne en provenance de Livourne. Mise en chantier en 1841, elle entre en service en juin 1848.
Mais entre-temps a été construite, et inaugurée dès février 1848, une autre gare sur l'actuel emplacement de Santa-Maria-Novella et faisant tête de ligne vers Prato, ébauche des relations vers le nord du pays. Mieux située près du centre ville, cette gare appelée alors Stazione Maria Antonia (dédiée à Marie-Antoinette de Bourbon-Siciles, épouse du grand-duc) capte tout le trafic voyageurs, si bien que la Stazione Leopolda sera transformée en gare de marchandises dès 1860.
Cette même année 1860, avec la fin du grand-duché de Toscane et son rattachement au royaume d'Italie, la gare Maria Antonia est rebaptisée Santa Maria Novella. Elle était alors installée plus près de l'église du même nom, au point d'empiéter sur ses jardins, et restera inchangée jusqu'aux années 1930.
En 1931 le ministre Costanzo Ciano confie à l'architecte Angiolo Mazzoni l'étude d'une gare plus grande et plus éloignée de l'église. Comme le projet qu'il présente soulève des controverses, la ville de Florence décide en 1932 de lancer un concours. Sur plus de 100 soumissions, c'est le projet présenté par le « Gruppo Toscano », mené par Giovanni Michelucci, qui l'emporte. La modernité radicale de leur plan suscite une levée de boucliers de la part d'intellectuels conservateurs menés par l'académicien fasciste Ugo Ojetti, mais recueille l'approbation de Benito Mussolini en personne, qui reçoit le 10 juin 1934 au Palais de Venise toute l'équipe du Gruppo Toscano pour lui exprimer son plein appui.

## Architecture
C'est Margherita Sarfatti, amie et conseillère du Duce, qui « a convaincu le Duce de la beauté de cette gare qui, vue en plan, ressemblait à un faisceau de licteur ». En fait, il semble que la similarité avec l'emblême du parti fasciste soit pur hasard, la disposition de voies existantes expliquant la présence d'une dissymétrie latérale faisant penser à un fer de hache. Au demeurant, Michelucci était personnellement indifférent voire hostile à la rhétorique du fascisme.
Tout en étant un modèle d'architecture rationaliste des années 1930, la gare s'insère admirablement dans le tissu urbain hautement sensible de Florence. Les architectes du Gruppo Toscano sont parvenus à ce tour de force grâce à un parti-pris d'horizontalité posant le bâtiment voyageurs comme contrepoint au campanile élancé de la basilique qui lui fait face. De plus, les façades sont revêtues de pietra forte, la pierre traditionnellement employée pour les monuments florentins.

## Service des voyageurs

### Desserte
Les lignes suivantes desservent la gare :
- Bologne-Florence (grande vitesse)
- Bologne-Florence (ligne classique)
- Florence-Rome (grande vitesse)
- Florence-Rome (ligne classique)
- Florence-Prato-Pistoia-Lucques-Viareggio
- Florence-Pise-Livourne
- Florence-Faenza
- Florence-Pise-La Spezia (inter-cités)

Il existe un cadencement des trains vers Rome, Milan, Naples et Venise.

### Intermodalité
La gare est desservie par les lignes T1 et T2 du tramway de Florence (station Alamanni Stazione à proximité). La ligne T2 offre une liaison directe avec l'aéroport.